# Accattonaggio

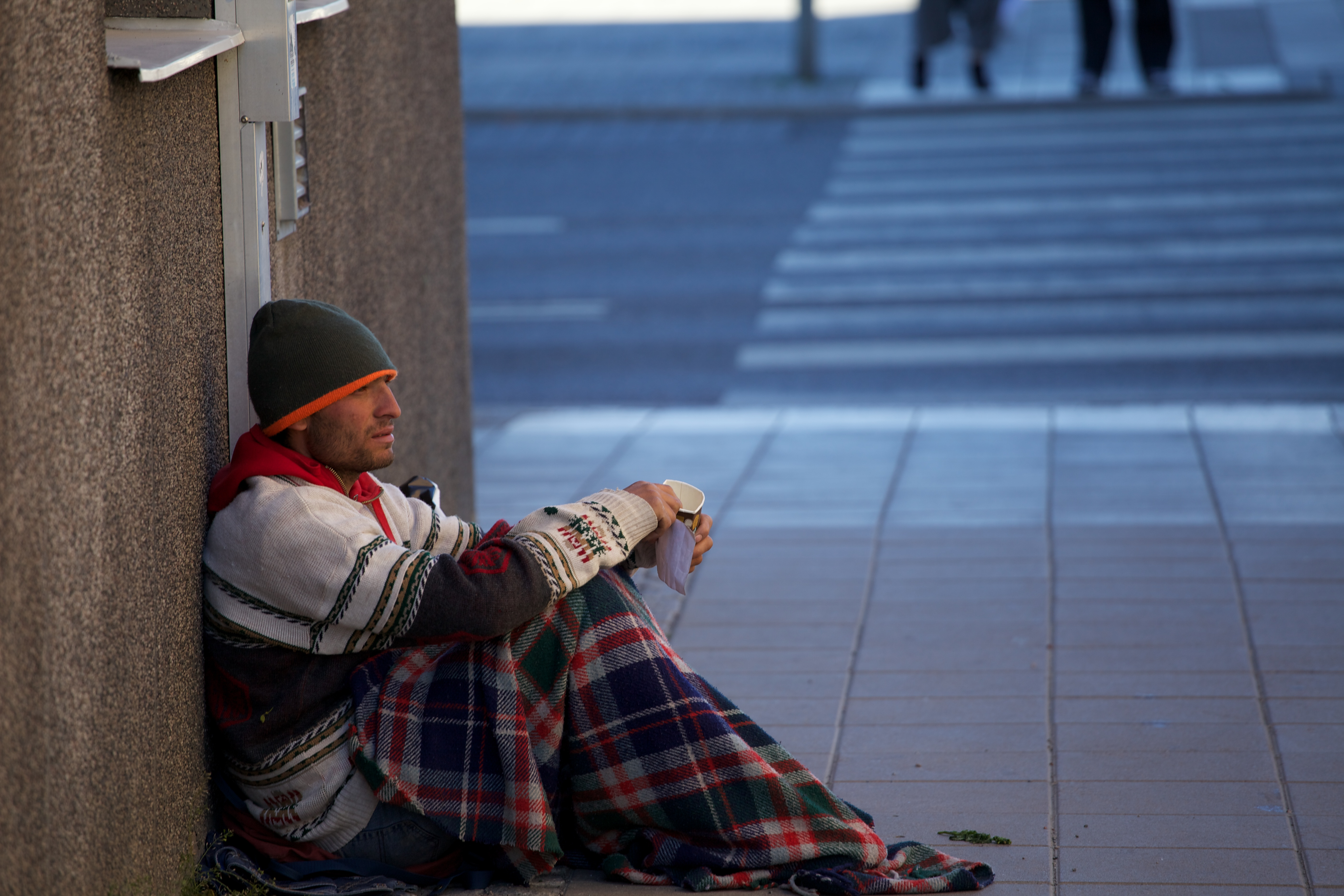
Mendicante a Uppsala, Svezia, 2014

L'accattonaggio o mendicità è la pratica che consiste nel chiedere l'elemosina, in genere per motivi di disagio economico e sociale. Di solito viene praticato in luoghi pubblici come strade, incroci semaforici, piazze e parchi urbani.
In ambito religioso, la mendicità viene esercitata dagli aderenti a certi ordini monastici, come gli Ordini mendicanti; in questo caso prende il nome di questua.

## Legislazione italiana
Il codice penale italiano prevedeva che chiunque mendicasse in luogo pubblico poteva essere punito con l'arresto (art. 670).
Una prima sentenza della Corte Costituzionale (n. 51 del 1959) stabilì che questa norma non era incompatibile con la Costituzione italiana (in particolare con l'art. 38, che prevede la liceità dell'assistenza privata in concorso con quella pubblica).
Una successiva sentenza (n. 519 del 1995) dichiarò l'illegittimità costituzionale del suo primo comma, stabilendo che la richiesta di elemosina è lecita purché sia "una legittima richiesta di umana solidarietà", "volta a far leva sul sentimento della carità", "che non intacca né l'ordine pubblico né la pubblica tranquillità".
Successivamente, l'art. 18 della legge n. 205/1999 ha disposto l'abrogazione dell'intero 670 c.p.
Costituirebbe aggravante di altri reati mentire al pubblico con la richiesta di elemosina senza trovarsi in condizioni di reale povertà o utilizzare l'elemosina per l'acquisto di alcol, droga o altri beni non legati a uno "stato di necessità", oppure simulare disabilità; ridurre persone come anziani e disabili in schiavitù (art. 600) per l'accattonaggio con finalità di sfruttamento economico, impiegare minorenni (art. 671) o animali malnutriti per richiamare l'attenzione e la compassione dei passanti e aumentare le elemosine; esercitare l'accattonaggio molesto e insistente (per violenza privata, ex art. 610), in particolare nel trattenere o bloccare per strada le persone che hanno risposto no alle richieste, o nel bussare con insistenza ai finestrini delle auto ferme ai semafori o davanti agli attraversamenti pedonali.
L'impiego di minorenni configura il reato di maltrattamenti in famiglia e verso i fanciulli (art. 572) se questi per chiedere l'elemosina non frequentano la scuola, se si tratta di neonati non sorvegliati oppure non nutriti adeguatamente oppure tenuti al freddo per strada. Di per sé il chiedere l'elemosina tenendo un neonato in braccio non è reato, né è riconducibile a una condotta tesa a suscitare nel prossimo in modo fraudolento sentimenti di pietà che inducono a elargire denaro, considerando che il mendicante spesso non ha luoghi ove tenere o persone cui affidare i propri piccoli, né per questo fatto può essere privato della responsabilità genitoriale.
Alcuni regolamenti comunali vietano espressamente l'accattonaggio, ragione per cui chi lo pratica rischia una sanzione amministrativa. In altri ambiti (quali la prostituzione) di simile rilievo sociale, la Corte Costituzionale ha più volte dichiarato illegittimo l'esercizio di ordinanze per regolamentare materie di pertinenza del legislatore nazionale, sia perché sanzionate dal codice penale, sia perché attinenti alla sfera costituzionale dei diritti soggettivi e delle libertà individuali. In particolare, riguardo alla sentenza n. 115/2011 che censurava il "pacchetto sicurezza" per violazione degli artt. 3, 23 e 97 della Carta, che ampliava notevolmente il potere dei sindaci di emettere ordinanze e regolamenti in materia di accattonaggio e prostituzione, non soltanto per situazioni temporanee, contingibili ed urgenti, ma anche in chiave preventiva.

### Opinioni sulla normativa
Un argomento dei favorevoli all'inserimento dell'accattonaggio fra i reati è che esso è contrario al decoro cittadino, al mantenimento di corrette situazioni igienico-sanitarie (senzatetto e animali randagi sporchi), all'ordine pubblico, che esso non sempre è finalizzato all'acquisto di cibo, vestiti e altri generi necessari per vivere, oppure che fornisce a tossicodipendenti e alcolisti un modo facile per procurarsi denaro.
I contrari sostengono che l'indigenza è nella maggior parte dei casi una condizione non voluta e in minima parte dipendente dal comportamento dei singoli e non può considerarsi una colpa da punire; che, al di là di giudizi etici e di valore, o delle scelte di vita individuali, la persona conserva comunque una dignità che la rende portatrice di diritti, in primis alla salute e alla vita. La persona ha il diritto di chiedere aiuto, nelle forme di un aiuto in denaro o di generi di prima necessità (cibo e vestiti); i contrari sostengono altresì che è da perseguire l'abuso, punendo l'accattonaggio come aggravante per avere chiesto l'elemosina con fini o modalità illecite.

## Internet begging (accattonaggio su Internet)
L'accattonaggio su Internet o accattonaggio informatico o accattonaggio elettronico è la versione online dell'accattonaggio tradizionale, che richiede denaro a estranei per soddisfare i bisogni di base come cibo e riparo.
Un sito Web di causa (cause website) è un sito di cyber-accattonaggio che presenta un appello personale per ottenere fondi o aiuto.
Nell'ottobre 2009 il Boston Globe ha pubblicato una storia sul cosiddetto cyber-accattonaggio, o accattonaggio su Internet, che è stato segnalato come una nuova tendenza in tutto il mondo.
Con centinaia di siti di accattonaggio in linea, è diventata pratica comune per i mendicanti del web registrare e possedere il nome di dominio dei loro siti web. Utilizzando servizi di hosting gratuiti o poco costosi e siti Web specializzati come GoFundMe, i siti Web per l'accattonaggio su Internet chiedono al pubblico aiuto per molte esigenze, tra cui trattamenti per il cancro, auto nuove e spese mediche.
Molti siti web "cause" accettano contributi tramite collegamenti ipertestuali cliccabili. Servizi Internet come PayPal e il sistema Amazon.com offrono carte di credito e servizi di accettazione dei pagamenti gratuiti e poco costosi, rendendo facile per i cyber-mendicanti raccogliere donazioni direttamente dai loro siti web.
Molti dei siti Web di elemosina su Internet sembrano essere il risultato del legittimo desiderio di attenzione e aiuto di un individuo. Tuttavia, una nuova tendenza sta emergendo nei siti di elemosina "Mega" che apparentemente offrono ai mendicanti di Internet l'aiuto con i dettagli del design del sito Web, l'hosting e la pubblicità.

## Galleria d'immagini

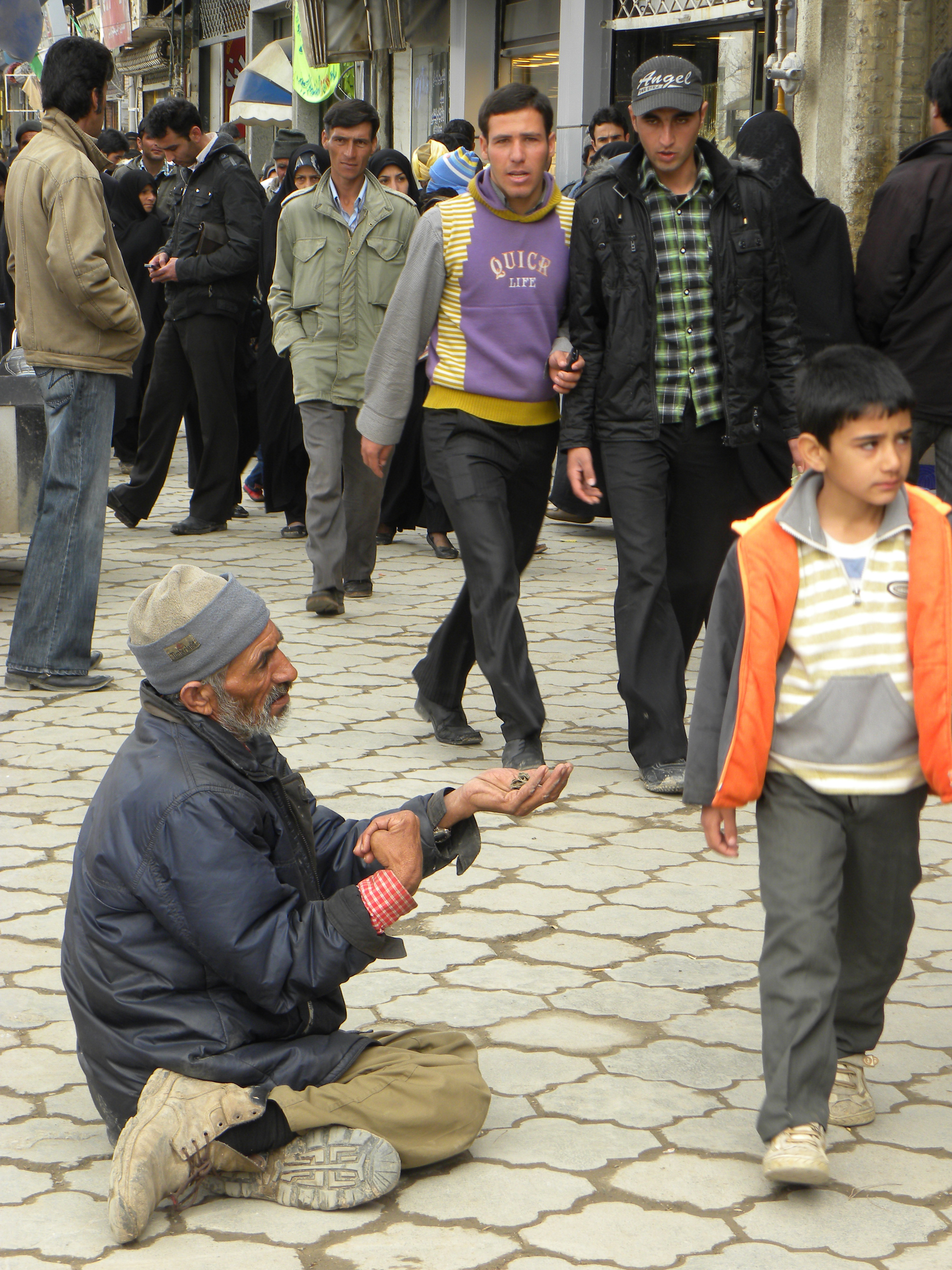
Mendicante per strada, 2009
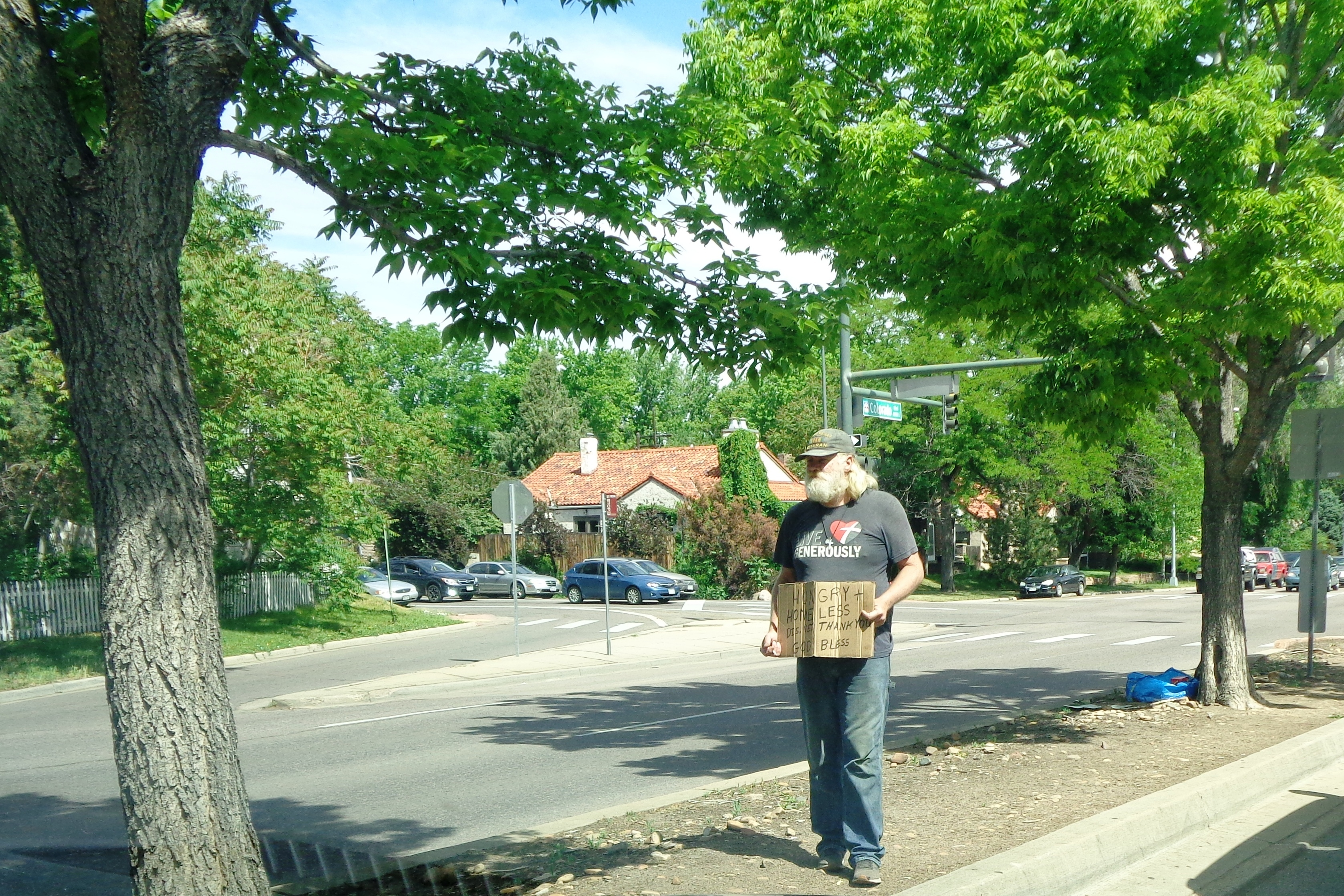
Accattonaggio diretto al traffico di passaggio, Denver, Colorado, 2018
Donna che chiede l'elemosina
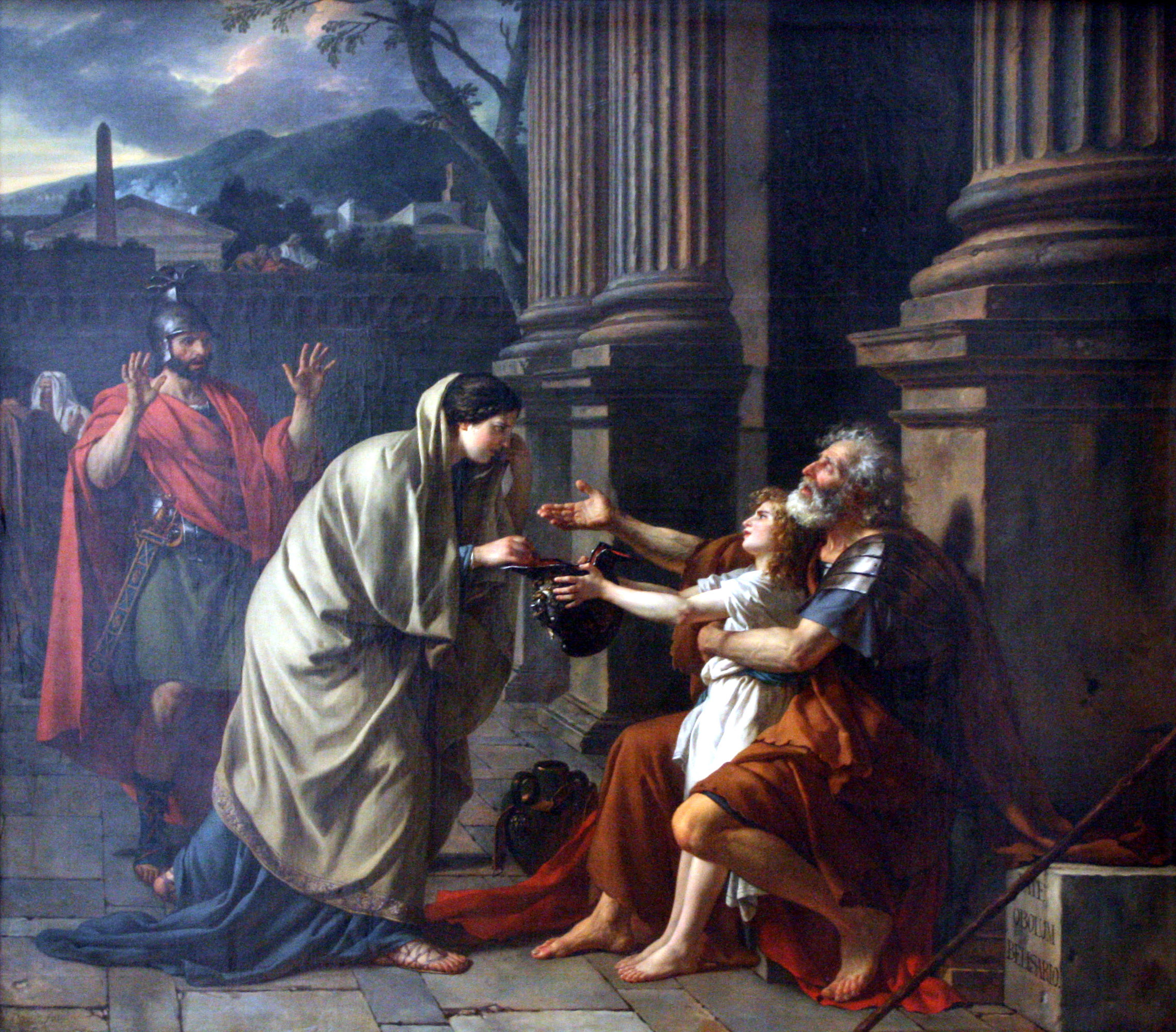
Belisaire chiede l'elemosina, Jacques-Louis David, 1780